# Алберта (Вирџинија)
Алберта је град у држави Вирџинија, Сједињене Америчке Државе.

## Демографија
Према попису становништва из 2010. у граду је живело 298 становника, што је 8 (2,6%) становника мање него 2000. године.
| Група             | 2000.       | 2010.       |
| Белци             | 182 (59,5%) | 177 (59,4%) |
| Афроамериканци    | 121 (39,5%) | 112 (37,6%) |
| Азијати           | 1 (0,3%)    | 0 (0,0%)    |
| Хиспаноамериканци | 1 (0,3%)    | 1 (0,3%)    |
| Укупно            | 306         | 298         |